# Calodemas
 Calodemas — рід жуків родини Довгоносики (Curculionidae).

## Зовнішній вигляд
Жуки середніх  розмірів. Основні ознаки:
- на головотрубці серединний кіль роздвоєний на вершині
- 3-й членик задніх лапок майже не розширений або нерозширений, лапки не мають густої підови або ж вона неповна [1]
- передньоспинка  із білими бічними смугами;
- передньогруди  трохи вдавлені і з маленькими бугорцями перед тазиками
- черевце більш бліде, ніж верх, із коричневими плямами  та смугами
- не мають крил [2]

## Спосіб життя
Не вивчений, ймовірно, він типовий для Cleonini. 

## Географічне поширення
Ареал роду охоплює частину Сомалійського півострова і більшу частину Південної Африки  (див. малюнок 38 у ), включаючи Мадагаскар.

## Класифікація
Описано 13 видів цього роду , але їх таксономічний статус через відсутність ґрунтовних сучасних ревізій важно підтвердити чи поставити під сумнів. Нижче подано перелік цих видів: 
| - Calodemas amblysomoides Hustache 1932 - Calodemas armipes Marshall 1950 - Calodemas biguttatum Faust, 1904 - Calodemas dissimilis (Péringuey, 1892) - Calodemas errans (Fåhraeus, 1871) - Calodemas invidum Faust, 1904 | - Calodemas nickerli Faust, 1904 - Calodemas prolixus Faust, 1904 - Calodemas puberulum Faust, 1904 - Calodemas pullum Faust, 1904 - Calodemas suillum (Gyllenhal, 1834) - Calodemas trifasciatus (Chevrolat, 1873) - Calodemas vetustum Faust, 1904 |